# Christian de Chergé
Christian de Chergé (Colmar, 18. siječnja 1937. – Médéa, 21. svibnja 1996.) bio je francuski trapist, mučenik i blaženik.
Od 1984. godine bio je prior trapističkog samostana Notre-Dame-de-l' Atlas u Tibhirineu, pokraj Médéje u Alžiru. Bio je veliki zagovornik islamsko-kršćanskog dijaloga. Islamski su ga ekstremisti ubili u svibnju 1996. godine sa šestoricom njegove subraće.
Proglašen je blaženim unutar skupine alžirskih mučenika.

### Članci
- de Chergé, Christian. 2007. Ako prešutimo, vadijsko će kamenje vikati... 22. siječnja 1994. Nova prisutnost. Kršćanski akademski krug. Zagreb. 5 (2): 259–262